# 블라세니차

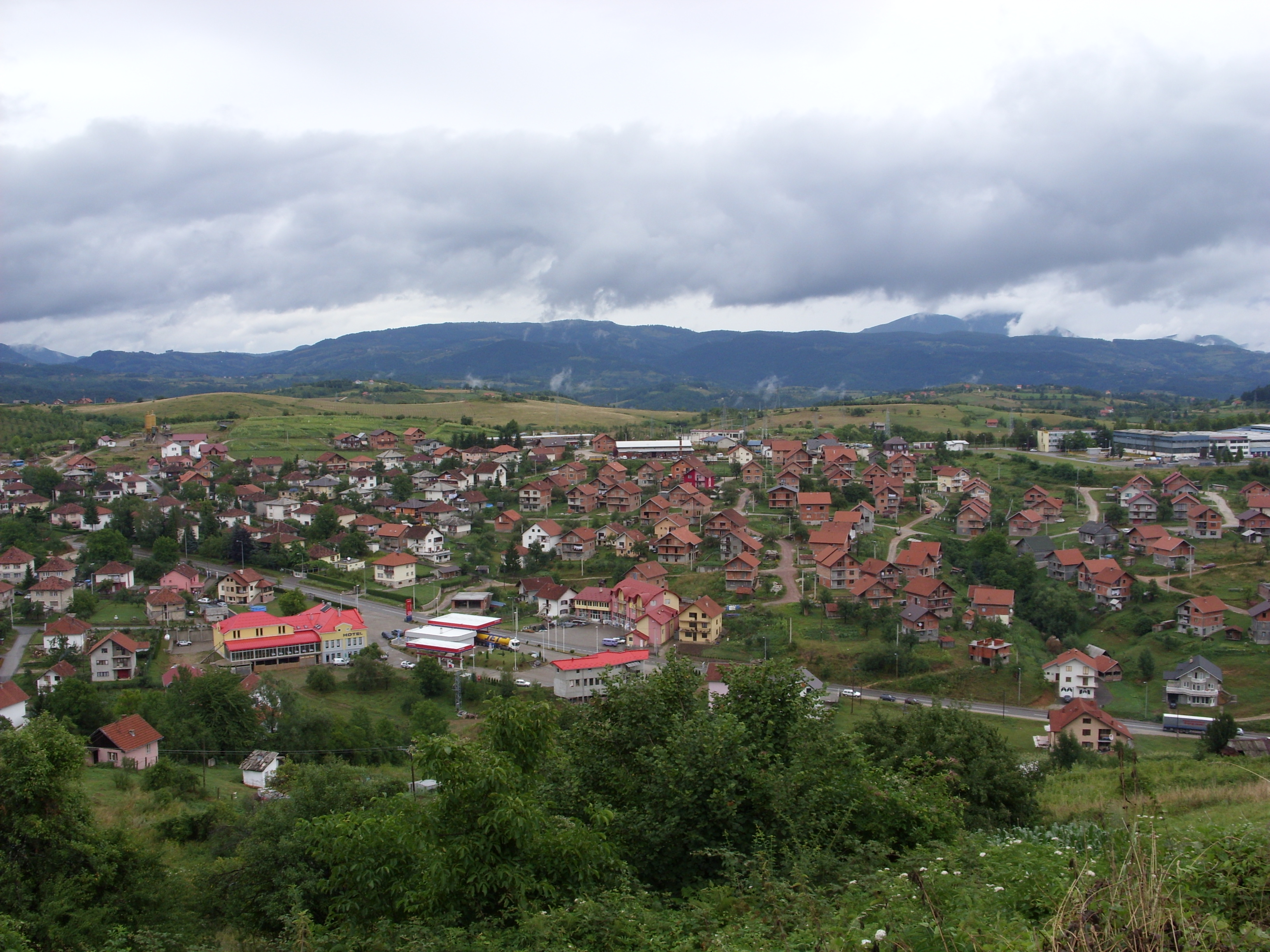
블라세니차

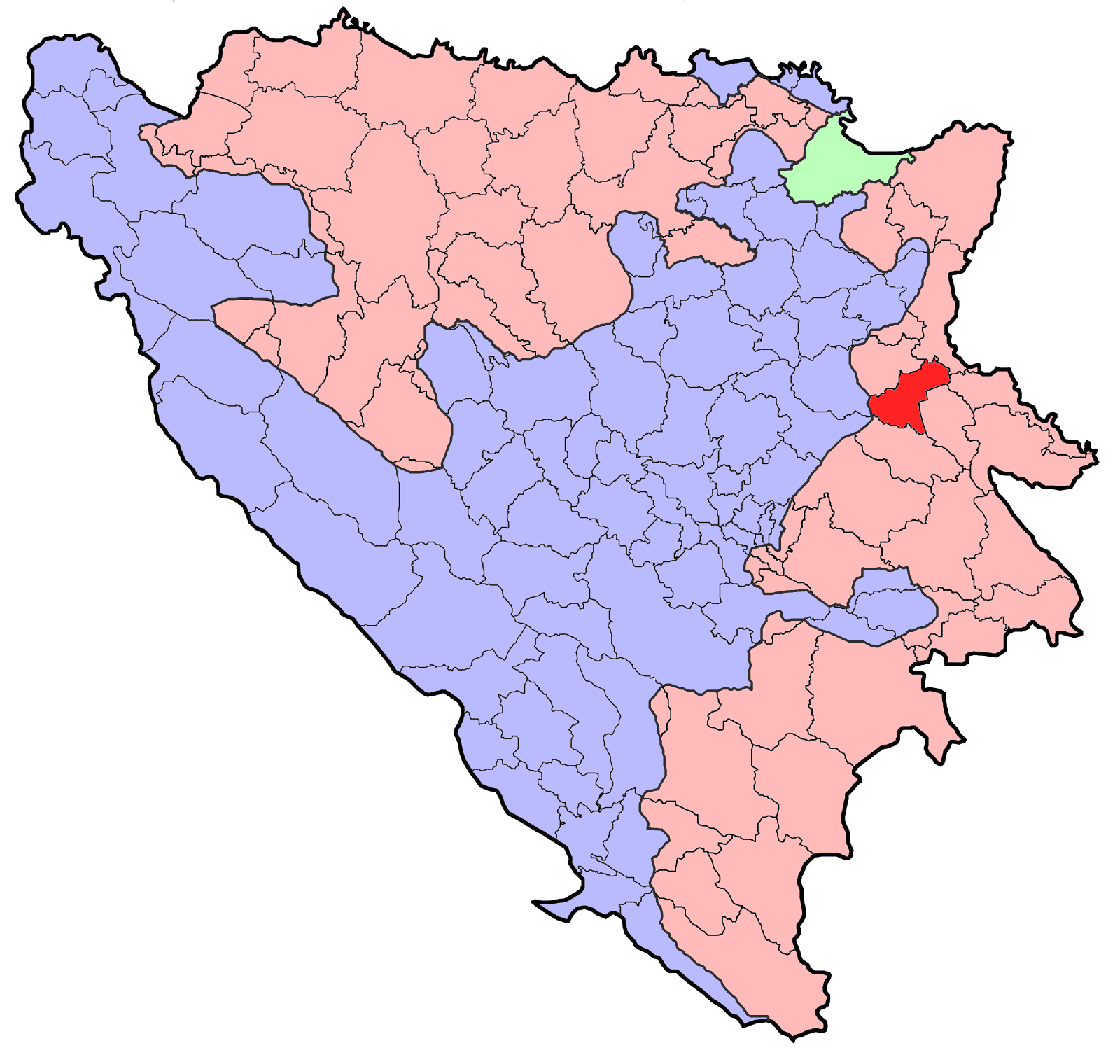
블라세니차의 위치

블라세니차(세르비아어: Власеница, Vlasenica, 크로아티아어: Vlasenica, 보스니아어: Vlasenica)는 보스니아 헤르체고비나의 도시로, 행정 구역상으로는 스릅스카 공화국에 속하며 인구는 33,817명(1991년 당시 기준)이다. 블라세니차 지방 남부에 위치한다.

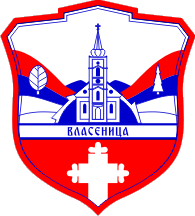
시 문장

## 같이 보기
- 스릅스카 공화국의 행정 구역